# Холокост в Мостовском районе (Гродненская область)
Холокост в Мосто́вском районе — систематическое преследование и уничтожение евреев на территории Мостовского района Гродненской области оккупационными властями нацистской Германии и коллаборационистами в 1941—1944 годах во время Второй мировой войны, в рамках политики «Окончательного решения еврейского вопроса» — составная часть Холокоста в Белоруссии и Катастрофы европейского еврейства.

## Геноцид евреев в районе
Мостовский район был полностью оккупирован немецкими войсками в конце июня 1941 года, и оккупация продлилась более трёх лет — до июля 1944 года. Нацисты разделили Мостовский район на две части. Большую включили в состав территории, административно отнесённой в состав округа Белосток провинции Восточная Пруссия, а меньшую, восточную, — в Слонимский округ рейхскомиссариата «Остланд».

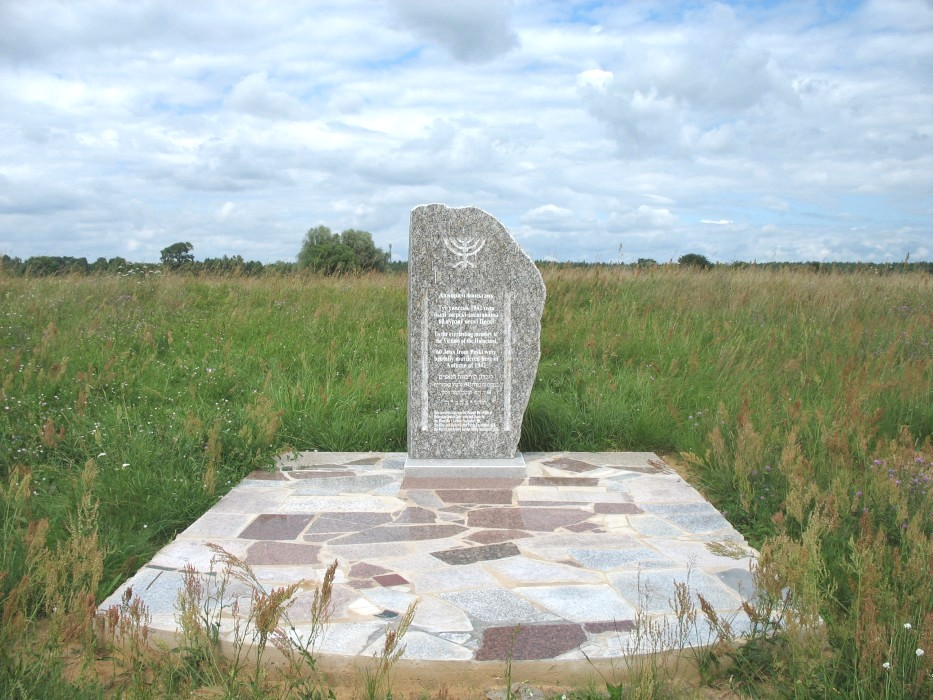
Памятник евреям деревни Пески

Вся полнота власти в районе принадлежала зондерфюреру — немецкому шефу района, который подчинялся руководителю округи — гебитскомиссару. Во всех крупных деревнях района были созданы районные (волостные) управы и полицейские гарнизоны из белорусских и польских коллаборационистов.
Для осуществления политики геноцида и проведения карательных операций сразу вслед за войсками в район прибыли карательные подразделения войск СС, айнзатцгруппы, зондеркоманды, тайная полевая полиция (ГФП), полиция безопасности и СД, жандармерия и гестапо.

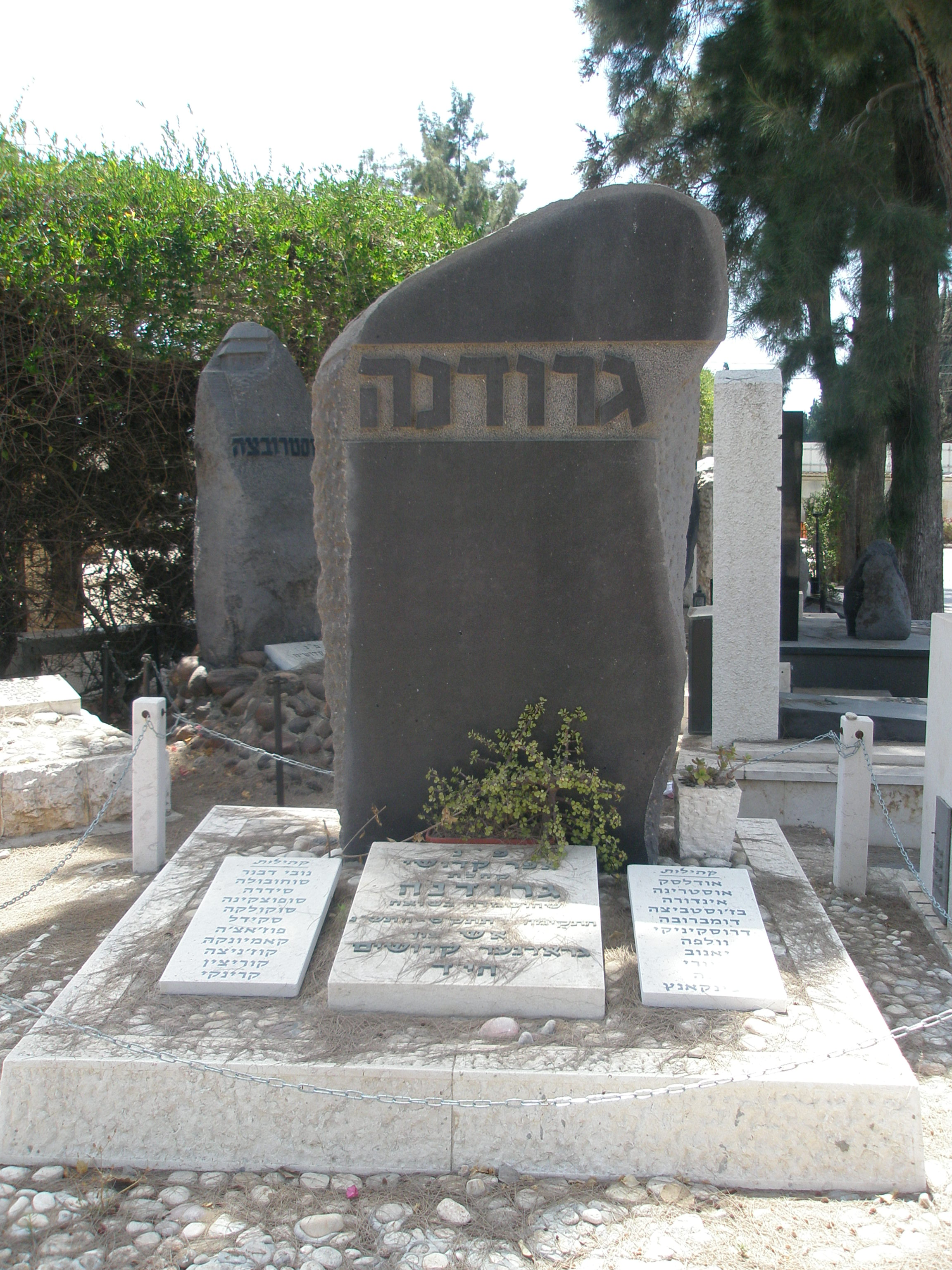
Камень в память евреев Гродненской области (в том числе, Лунно и Песков) на кладбище «Кирьят Шауль» в Тель-Авиве

Одновременно с оккупацией нацисты и их приспешники начали поголовное уничтожение евреев. «Акции» (таким эвфемизмом гитлеровцы называли организованные ими массовые убийства) повторялись множество раз во многих местах. В тех населенных пунктах, где евреев убили не сразу, их содержали в условиях гетто вплоть до полного уничтожения, используя на тяжелых и грязных принудительных работах, от чего многие узники умерли от непосильных нагрузок в условиях постоянного голода и отсутствия медицинской помощи.
Перед войной в Мостовском районе жили более 4000 евреев. За время оккупации практически все они были убиты, а немногие спасшиеся в большинстве воевали впоследствии в партизанских отрядах.

## Гетто
Оккупационные власти под страхом смерти запретили евреям снимать желтые латы или шестиконечные звезды (опознавательные знаки на верхней одежде), выходить из гетто без специального разрешения, покидать дома от заката до рассвета, менять место проживания и квартиру внутри гетто, ходить по тротуарам, пользоваться общественным транспортом, находиться на территории парков и общественных мест, посещать школы.
Немцы, реализуя нацистскую программу уничтожения евреев, создали на территории района 3 гетто:
- в гетто в Лунно (1 ноября 1941 — 2 ноября 1942) были убиты более 1500 евреев.
- в гетто в деревне Пески (лето 1941 — 2 ноября 1942) были убиты до 2000 евреев.

### Гетто в Мостах
Город Мосты был захвачен немецкими войсками 25 июня 1941 года, и оккупация продлилась до 13 июля 1944 года.
Гетто в городе просуществовало до 2 ноября 1942 года. В этот день оставшихся евреев (350—360 человек) депортировали в Волковыск (по другим данным, сначала в Пески). При депортации 23 еврея были убиты. Весной 1943 года ещё живых евреев отправили из Волковыска в лагерь смерти Треблинка.